# Liste der Ehrenbürger von Koblenz

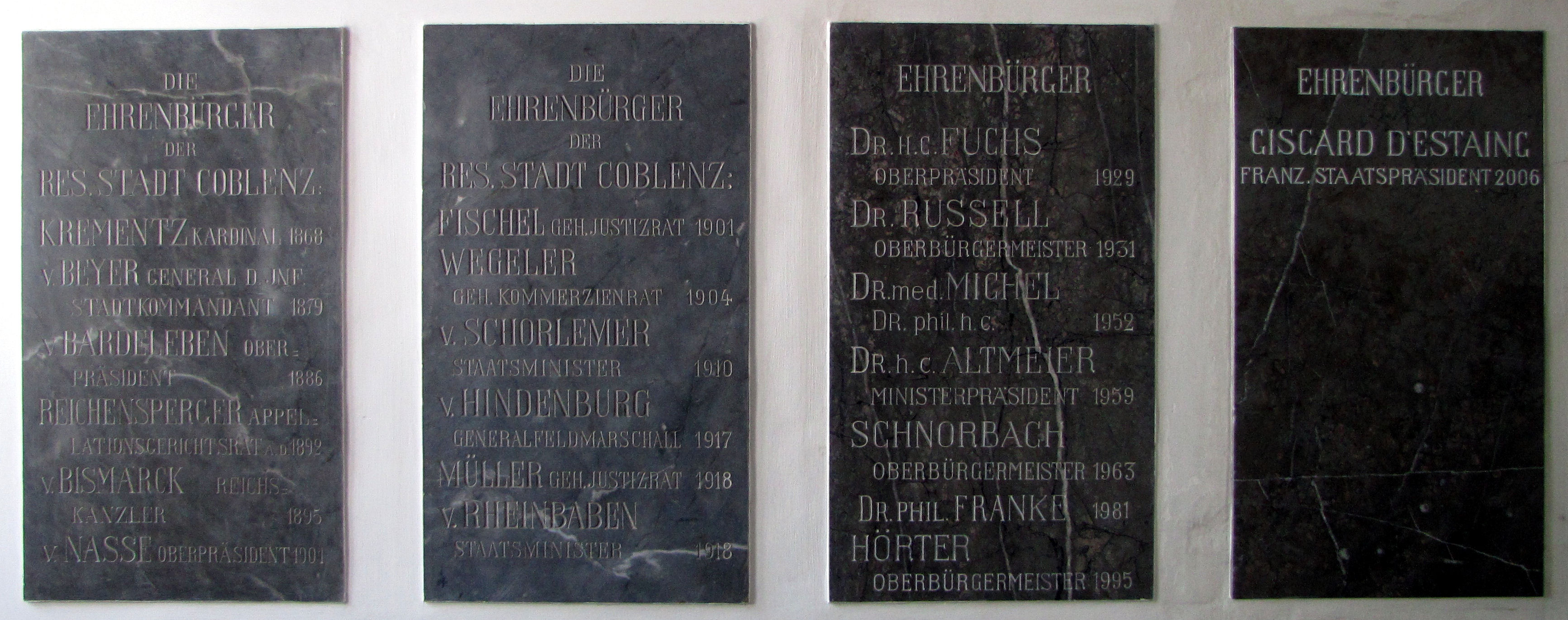
Tafeln der Ehrenbürger von Koblenz im Rathaus

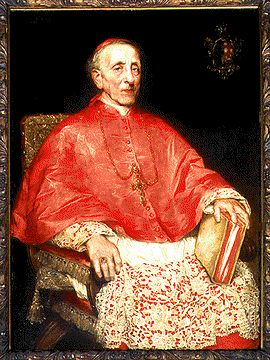
Philippus Kardinal Krementz

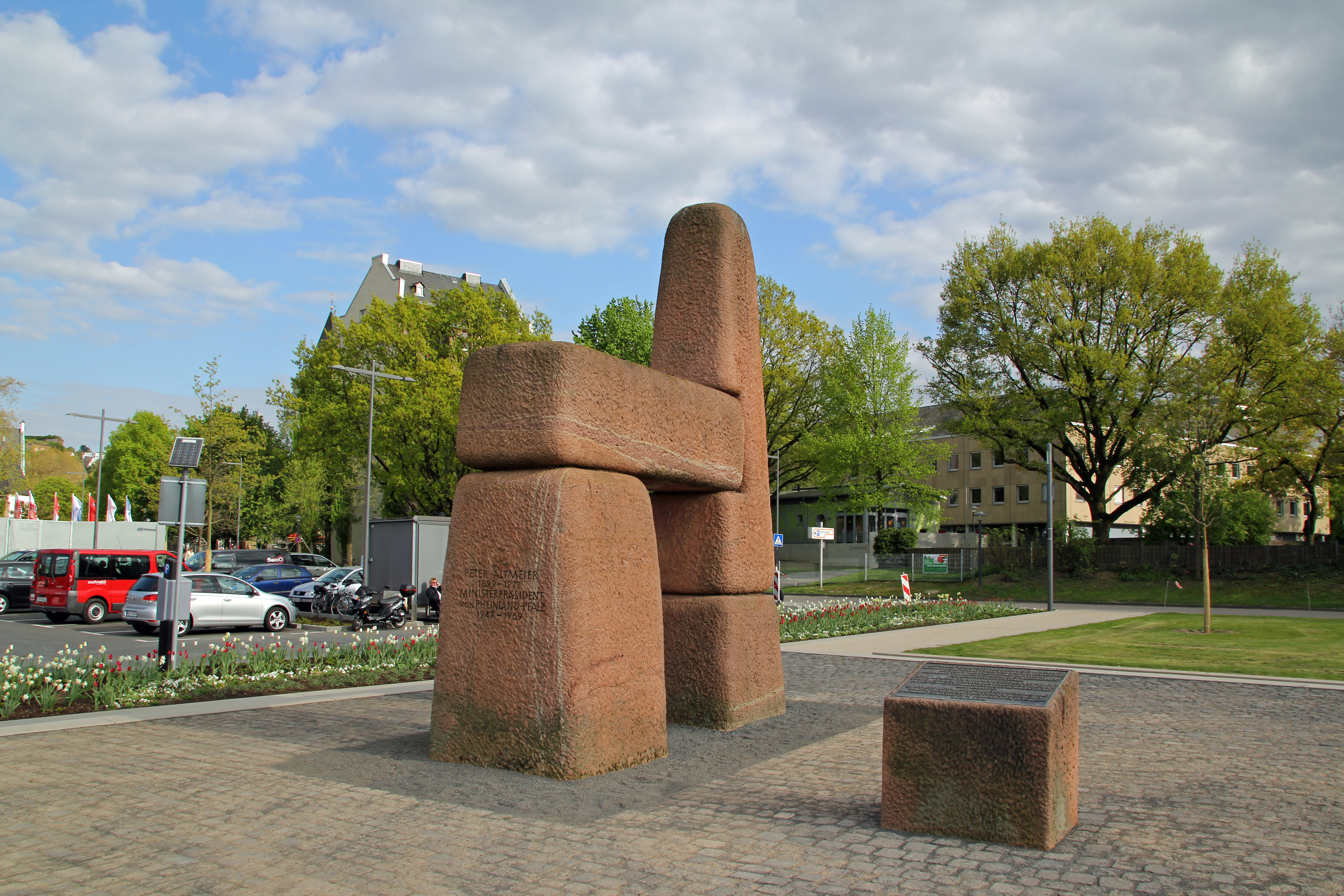
Das Peter-Altmeier-Denkmal in Koblenz

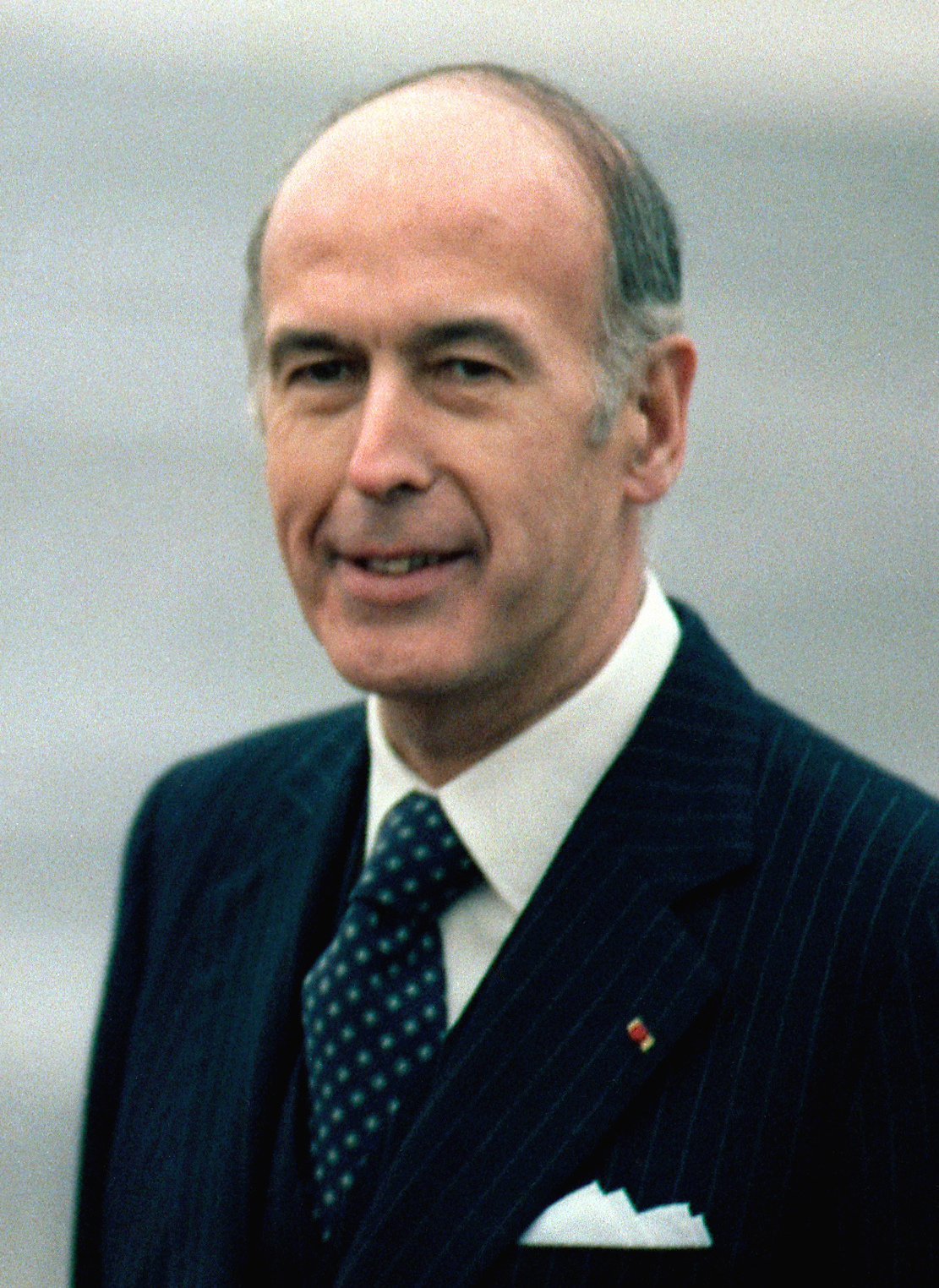
Valéry Giscard d’Estaing

Die Liste der Ehrenbürger von Koblenz nennt alle Personen, die seit 1868 die Ehrenbürgerwürde der Stadt Koblenz erhalten haben. Bis heute wurde das Recht 23 Personen verliehen, wobei für vier Personen diese Würde nachträglich widerrufen wurde.
| Nummer | Name                                   | Funktion                                   | Datum der Zuerkennung                                                    |
| ------ | -------------------------------------- | ------------------------------------------ | ------------------------------------------------------------------------ |
| 1      | Philipp Krementz                       | Kardinal                                   | 19. Februar 1868                                                         |
| 2      | Gustav Friedrich von Beyer             | General und Kommandant der Festung Koblenz | 17. Januar 1879                                                          |
| 3      | Moritz von Bardeleben                  | Oberpräsident der Rheinprovinz             | 9. Februar 1886                                                          |
| 4      | August Reichensperger                  | Jurist und Politiker                       | 16. März 1892                                                            |
| 5      | Otto von Bismarck                      | Reichskanzler                              | 14. März 1895                                                            |
| 6      | Berthold von Nasse                     | Oberpräsident der Rheinprovinz             | 19. Juni 1901                                                            |
| 7      | Julius Fischel                         | Geheimer Justizrat                         | 2. Oktober 1901                                                          |
| 8      | Julius Wegeler                         | Kommerzienrat und Stadtverordneter         | 25. Mai 1904                                                             |
| 9      | Clemens Freiherr von Schorlemer-Lieser | Oberpräsident der Rheinprovinz             | 22. Juni 1910                                                            |
|        | Paul von Hindenburg                    | Generalfeldmarschall und Reichspräsident   | 28. September 1917 (Widerruf 15. Mai 2020)                               |
| 10     | Eduard Müller                          | Geheimer Justizrat                         | 5. Dezember 1917                                                         |
| 11     | Georg von Rheinbaben                   | Oberpräsident der Rheinprovinz             | März(?) 1918                                                             |
| 12     | Johannes Fuchs                         | Oberpräsident der Rheinprovinz             | 13. November 1929 (Aberkennung 13. März 1935, Zuerkennung 21. Juni 1946) |
| 13     | Karl Russell                           | Oberbürgermeister                          | 23. Juni 1931 (Aberkennung 19. April 1933, Zuerkennung 17. Juli 1933)    |
|        | Adolf Hitler                           | Reichskanzler                              | 25. März 1933 (Widerruf 27. Juni 1985)                                   |
|        | Konstantin Hierl                       | Reichsarbeitsführer                        | 26. September 1935 (Widerruf 15. Mai 2003)                               |
|        | Fritz Michel                           | Arzt und Kunsthistoriker                   | 17. September 1952 (Widerruf 15. Mai 2020)                               |
| 14     | Peter Altmeier                         | Ministerpräsident von Rheinland-Pfalz      | 16. Juli 1959                                                            |
| 15     | Josef Schnorbach                       | Oberbürgermeister                          | 11. Juli 1963                                                            |
| 16     | Erich Franke                           | Kommunalpolitiker und Heimatforscher       | 11. Juni 1981                                                            |
| 17     | Willi Hörter                           | Oberbürgermeister                          | 29. Juni 1995                                                            |
| 18     | Valéry Giscard d’Estaing               | französischer Staatspräsident              | 22. Oktober 2006                                                         |
| 19     | Eberhard Schulte-Wissermann            | Oberbürgermeister                          | 10. Dezember 2019                                                        |